# 1644 az irodalomban
Az 1644. év az irodalomban.

## Publikációk
- John Milton: Areopagitica; röpirat az angol parlamenthez a sajtószabadság védelmében.

## Születések
- ? – Macuo Basó japán haiku-költő († 1694)